# Rhyssoplax aerea
Rhyssoplax aerea är en blötdjursart som först beskrevs av Reeve 1847.  Rhyssoplax aerea ingår i släktet Rhyssoplax och familjen Chitonidae. Inga underarter finns listade i Catalogue of Life.